# 克莱斯河畔普勒伊
克莱斯河畔普勒伊（法語：Preuilly-sur-Claise，法語發音：[pʁœji syʁ klɛz]）是法国安德尔-卢瓦尔省的一个市镇，位于该省南部，属于洛什区。

## 地理
克莱斯河畔普勒伊（46°51'17"N, 0°55'42"E）面积12 平方千米，位于法国中央-卢瓦尔河谷大区安德尔-卢瓦尔省，该省份为法国中西部省份，北起萨尔特省、东北接卢瓦-谢尔省，东南接安德尔省，南至维埃纳省，西临曼恩-卢瓦尔省。
与克莱斯河畔普勒伊接壤的市镇（或旧市镇、城区）包括：沙尔尼宰、克莱斯河畔博赛、布赛、小普雷西尼、克勒兹河畔伊泽尔。
克莱斯河畔普勒伊的时区为UTC+01:00、UTC+02:00（夏令时）。

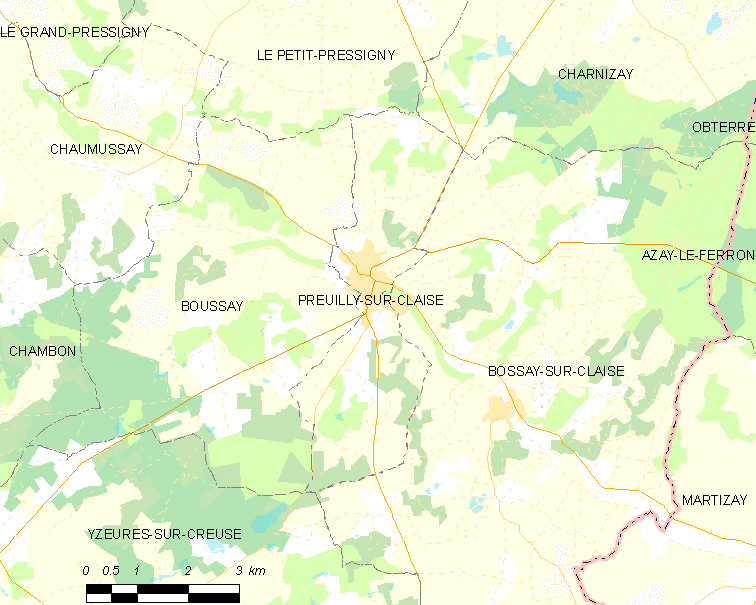
克莱斯河畔普勒伊的OSM定位图

## 行政
克莱斯河畔普勒伊的邮政编码为37290，INSEE市镇编码为37189。

## 政治
克莱斯河畔普勒伊所属的省级选区为笛卡尔县。

## 交通
连接沙托鲁和沙泰勒罗的干线公路经过境内。

## 人口

1962-2008年间克莱斯河畔普勒伊人口变化图示

克莱斯河畔普勒伊于2022年1月1日时的人口数量为1027人。